# The Best of Both Worlds (bài hát)
"The Best of Both Worlds" (tạm dịch: "Điều tuyệt nhất của cả hai thế giới") là một bài hát được trình bày bởi ca sĩ Miley Cyrus khi trở thành nhân vật Hannah Montana trong bộ phim sitcom nổi tiếng cùng tên. Đây là bài hát nhạc nền cho các tập phim của Hannah Montana.Ngoài ra, đây cũng là bài hát đầu tiên của Miley Cyrus.

## Thông tin bài hát
Bài hát "The Best of Both Worlds" phản ánh đúng nhân vật Miley Stewart/Hannah Montana do Miley Cyrus thủ vai trong bộ phim truyền hình dài tập Hannah Montana. Bài hát kể về cuộc sống hai mặt của một thiếu nữ vừa là một học sinh bình thường như bao bạn bè khác vừa là một nữ ca sĩ nổi tiếng với cuộc sống sôi động. Cô gái mong muốn giữ được thăng bằng trong cuộc sống hai mặt và cố gắng vươn lên trở thành người tốt nhất của cả hai thế giới.

## Danh sách track
- Đĩa đơn số Mỹ/Châu Âu[1]

1. "The Best of Both Worlds" - 2:54

- Đĩa đơn CD Mỹ/Châu Âu[2]

1. "The Best of Both Worlds" - 2:54
2. "If We Were a Movie" - 3:03

- Đĩa đơn CD Pháp[3]

1. "Le Meilleur des Deux" (Bản tiếng Pháp của Sarah) - 2:54
2. "The Best of Both Worlds" (Nhạc khí) - 2:54
3. "The Best of Both Worlds" (Bản gốc) - 2:54

- Tải nhạc số EP Vương quốc Anh[4]

1. "The Best of Both Worlds" - 2:54
2. "If We Were a Movie" - 3:03
3. "The Best of Both Worlds" (Daniel Canary Remix) - 2:36

## Bảng xếp hạng
| Bảng xếp hạng (2006–2008)    | Vị trí cao nhất |
| ---------------------------- | --------------- |
| Đức (Official German Charts) | 66              |
| Ireland (IRMA)               | 17              |
| Anh Quốc (OCC)               | 43              |
| Hoa Kỳ Billboard Hot 100     | 92              |
| Hoa Kỳ Billboard Pop 100     | 71              |

## Chứng nhận
| Quốc gia                                                    | Chứng nhận | Số đơn vị/doanh số chứng nhận |
| ----------------------------------------------------------- | ---------- | ----------------------------- |
| Hoa Kỳ (RIAA)                                               | Bạch kim   | 1.000.000‡                    |
| ‡ Chứng nhận dựa theo doanh số tiêu thụ và phát trực tuyến. |            |                               |